# Higashimiyoshi, Tokushima

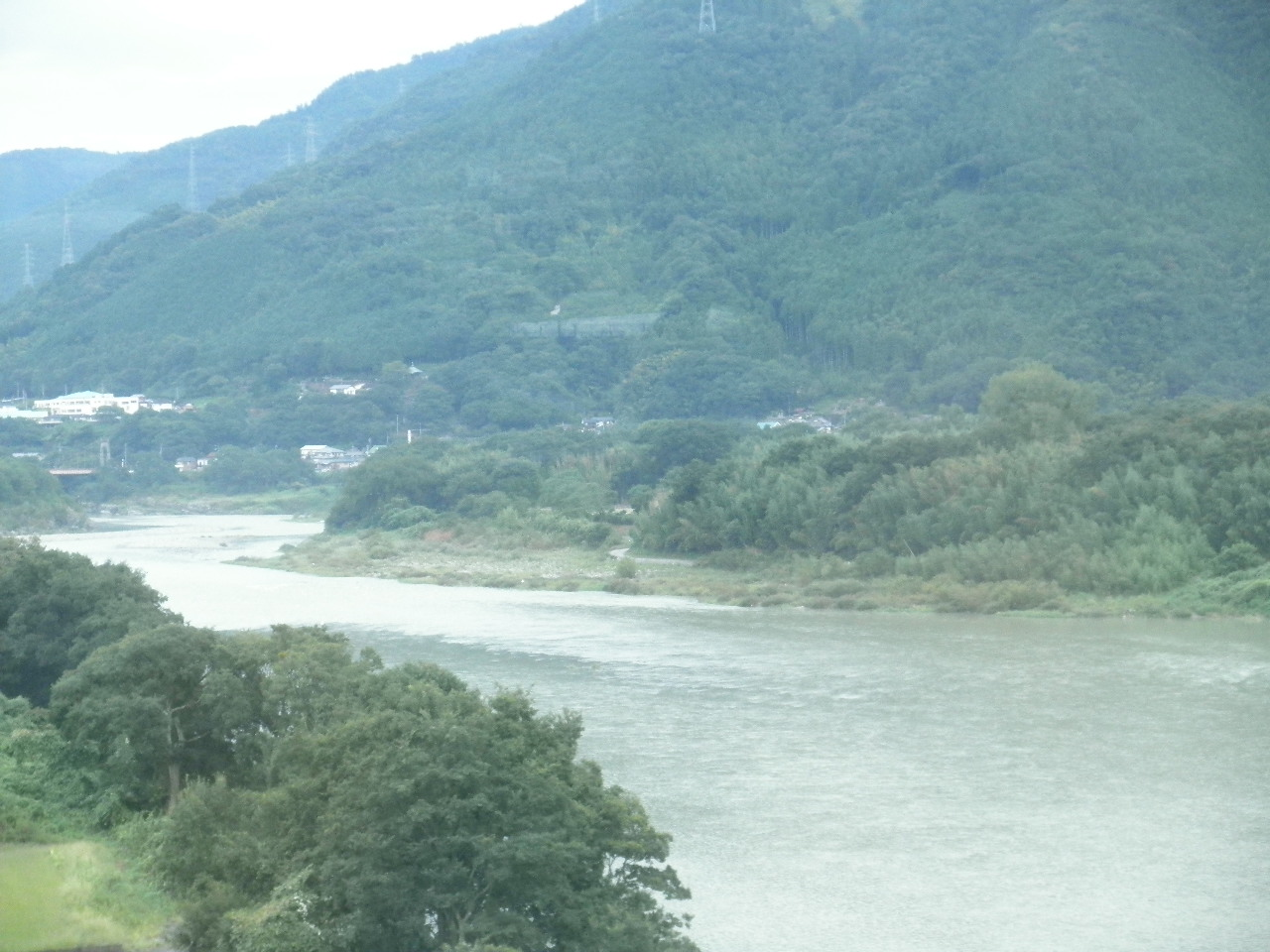
Sông Yoshino

Higashimiyoshi (東みよし町 Higashimiyoshi-chō) là thị trấn thuộc huyện Miyoshi, tỉnh Tokushima, Nhật Bản. Tính đến ngày 1 tháng 10 năm 2020, dân số ước tính thị trấn là 13.622 người và mật độ dân số là 110 người/km2. Tổng diện tích thị trấn là 122,48 km2.

## Địa lý

### Đô thị lân cận
- Tỉnh Tokushima
  - Miyoshi
  - Mima
  - Tsurugi
- Tỉnh Kagawa
  - Mitoyo
  - Mannō